# Noppera-bō

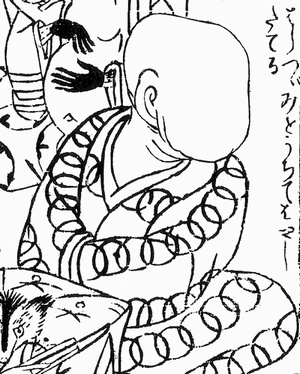
Un noppera-bō, par Asai Ryōi dans son Otogi boko

Un noppera-bō (のっぺら坊), ou « fantôme sans visage », est une créature japonaise légendaire. Son apparence est celle d’un être humain normal, à l’exception de son visage, dont il peut faire disparaître à volonté les traits habituels, yeux, nez et bouche, laissant seulement à leur place une étendue de peau lisse. 
En règle générale, ils effraient les gens en dévoilant tout à coup leur étrange faciès, afin d’accentuer l’effet de surprise. Bien que les raisons de ce comportement ne soient pas toujours évidentes à déterminer, les plus probables semblent être le désir de jouer un mauvais tour ou de punir leur victime.

## Modus operandi
Les noppera-bō incarnent généralement une personne dont leur souffre-douleur ne se méfierait pas au premier abord, par exemple une de leurs connaissances, ou encore une jeune fille. Par la suite, lorsque la personne est assez près d’eux, ils se frottent le visage pour effacer leurs attributs faciaux et provoquer la panique. Malgré tout, les noppera-bō n'ont pas la réputation de blesser physiquement les gens.

## Mujina
Ils sont parfois — à tort — appelés mujina ; c'est là un ancien mot japonais pour le chien viverrin (tanuki). Même si, dans le folklore japonais, le mujina peut prendre la forme d’autres créatures dont celle du noppera-bō pour effrayer les gens, les véritables noppera-bō sont habituellement humains.
Lafcadio Hearn, dans son recueil d’histoires de fantômes, Kwaidan, utilise le terme du mujina comme titre de la légende traitant de ces créatures sans visage. Ceci est probablement la source de la mauvaise utilisation de cette terminologie.

## Lenoppera-bōdans le folklore
Il existe quelques contes mettant en scène le noppera-bō, tel celui où une jeune femme est sauvée d’une bande de bandits par un samouraï dont le visage disparaît ; ou encore, des histoires de nobles qui, sortant pour un rendez-vous galant, découvrent que la courtisane qu'ils ont en vue est en fait un noppera-bō.
Les deux principales histoires à ce propos sont : Le Noppera-bō et l’étang  de koï et Le Mujina de la route d’Akasaka.

### Le Noppera-bō et l’étang de koï
Ce conte raconte l'aventure d'un pêcheur paresseux qui décide de pêcher dans les étangs impériaux de carpes koï, près du palais Heiankyo. En dépit de l'avertissement de sa femme qui lui rappelle que l'étang est sacré et situé près d'un cimetière, le pêcheur s'y rend malgré tout. En route vers l'étang, un autre pêcheur le met également en garde de ne pas s'y rendre ; de nouveau, il ignore l'avertissement. Une fois arrivé, une belle jeune femme vient à sa rencontre et l’implore de ne pas pêcher dans l'étang. Il l'ignore elle aussi puis, horrifié, se rend compte soudain qu’elle vient d'effacer les traits de son visage. Courant se réfugier chez lui, il tombe sur sa femme, à ce qu'il pense du moins, avant qu'elle-même le réprimande pour son acte impie et n'efface à son tour les traits de son visage.

### Le Mujina de la route d’Akasaka
L’histoire la plus célèbre à propos du noppera-bō nous vient du livre de Lafcadio Hearn, Kwaidan, ou Histoires et études de choses étranges. Elle raconte l'histoire d'un vieux marchand voyageant le long de la route d’Akasaka vers Edo (aujourd'hui Tokyo), qui vient à rencontrer par hasard une jeune femme pleurant à chaudes larmes, près d’un fossé sur la colline Kii-mo-kumi-zaka. Le vieillard, après avoir tenté en vain de la consoler et de lui porter assistance, voit qu'elle tourne vers lui son visage complètement lisse ; effrayé, l’homme se met à courir à grandes enjambées sans jamais regarder derrière lui, jusqu’à ce qu’il tombe par hasard, à bout de souffle, sur un vendeur itinérant de soba. Tentant de se remettre de ses émotions et d'expliquer sa terrible aventure à l’homme, le vieux marchand est au comble de l'épouvante lorsqu'il voit le vendeur de soba, sa dernière chance, frotter son visage pour se changer à son tour en noppera-bō.